# 竹嶋祐貴
竹嶋 祐貴（たけしま ゆうき、1989年10月12日 - ）は、富山県中新川郡舟橋村出身の元プロ野球選手・元社会人野球選手（投手）。

## 経歴
小学4年生から舟橋ビクトリーズで野球を始める。舟橋村立舟橋中学校を経て、富山県立滑川高等学校時代は、当初こそ中学時代から悩まされていた左足甲のガングリオン除去手術を1年秋に行なったため出遅れたものの、2年春から本格的に投手の練習を始め高校3年春には最速145km/hを記録し県を代表する投手に成長。最後の夏はベスト8で敗退したが、潜在能力は高く評価されプロ6球団から調査書が送られてきたという。現千葉ロッテマリーンズの石川歩は高校の1学年上の先輩。
2007年のドラフト会議において読売ジャイアンツに4巡目で指名され入団。滑川高校史上初のプロ野球選手である。10月23日契約金4000万円、年俸480万円で仮契約した。指名挨拶時には「1年間けがせずに活躍する内海哲也投手が目標。エースと呼ばれるような大きな投手になりたい」と抱負を語った。また、ダルビッシュ有投手のようなしなやかな身体作りも目標としている（仮契約時コメントより）。この世代を代表する選手である中田翔との対戦を楽しみにしており、「直球で3球勝負したい」とコメントしている。
2010年から育成選手登録となった。同年10月2日、球団から戦力外通告を受け、10月29日に自由契約選手公示がなされた。
12月6日、社会人野球クラブチームの富山ベースボールクラブに入団した。

## 詳細情報

### 年度別投手成績
- 一軍公式戦出場なし

### 背番号
- 95 （2008年 - 2009年）
- 113 （2010年）